# سيرهي كاربينكو
سيرهي كاربينكو (بالأوكرانية: Карпенко Сергій Васильович)‏ هو لاعب كرة قدم أوكراني في مركز الدفاع، ولد في 19 مايو 1981 في بوريسبيل في أوكرانيا. لعب مع FC Lviv ‏.

## وصلات خارجية
- سيرهي كاربينكو على موقع اتحاد أوكرانيا (الإنجليزية)
- سيرهي كاربينكو على موقع قاعدة بيانات كرة القدم.إي يو (الإنجليزية)
- سيرهي كاربينكو على موقع Soccerway.com (الإنجليزية)